# Trilho DIN

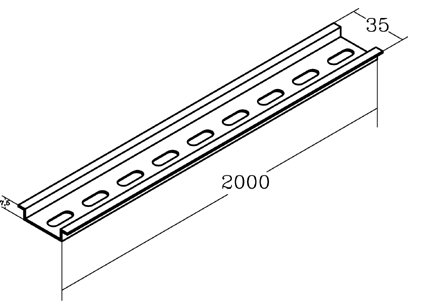
Desenho técnico de um trilho ou calha DIN.

Trilho DIN ou calha DIN é uma estrutura sobre a qual são fixados os componentes elétricos e eletrônicos em instalações especialmente de painéis elétricos. Recebe esse nome devido ao padrão DIN que estabelece suas medida e especificações. O trilho (ou calha) DIN é amplamente utilizado mundialmente inclusive no Brasil.

## Estrutura física
Há pelo menos três padrões de dimensões diferentes de trilhos DIN sendo: 35x7,5 mm, 35x15 mm e 32x15 mm. Existe ainda um trilho especial que é utilizado para a fixação de mini-conectores medindo cerca de 15x5 mm. Os trilhos podem ser fabricados em diversos tipos de materiais diferente, dentro dos mais utilizados temos o aço carbono, alumínio, etc. No caso do aço carbono geralmente é aplicado um tratamento superficial com zinco ou galvanização, já o alumínio como não sofre oxidação dispensa o mesmo tratamento.